# Península de Troia
A Península de Troia é uma restinga arenosa com mais de 25 km de comprimento e 0,5 a 1,5 km de largura, no litoral da freguesia de Carvalhal, no concelho de Grândola, entre o oceano Atlântico (a oeste) e o estuário do rio Sado (a leste). A península formou-se nos últimos 5000 anos de sul para norte, desde a Comporta até Tróia em frente à cidade de Setúbal. Localiza-se na sub-região do Alentejo Litoral.
Na parte norte da península podem visitar-se as ruínas romanas de Troia de um vasto complexo de salga de peixe, que se manteve em funcionamento entre o séculos I e o século VI. Nas últimas décadas do século XX foram construídos em Troia vários empreendimentos turísticos, como o Soltroia e o Troiaresort. Dois terminais fluviais asseguram a ligação mais curta à cidade de Setúbal: Cais Sul (ferries) e Ponta do Adoxe (catamarãs).
A paisagem litoral é caracterizada por uma costa baixa com uma contínua praia arenosa, constituída por vezes pelos sedimentos avermelhados de escarpas arenosas recentes.
Em 1999 a SC Investments (antiga Sonae Capital) assumiu a gestão do resort turístico, realizando um investimento direto superior a 300 milhões de euros na reabilitação de hotéis, golfe, marina e serviço público de ferries a partir de Setúbal. Em 2025 a família Azevedo vendeu os ativos de Troia ao fundo britânico Arrow Global.

## Principais atrações
A península de Troia está repleta de atrações que merecem ser visitadas por todos. Aqui poderá encontrar um casino, diversos hotéis, alguns restaurantes e praias de areia branca. Adicionalmente, na península de Troia poderá ainda encontrar as Ruinas romanas e o Porto Palafítico da Carrasqueira.

### Praias em Troia
As praias em Troia são um local consideravelmente movimentado durante os meses de verão, nomeadamente ao fim-de-semana. Nestas praias poderá encontrar um passadiço que liga as praias às áreas da marina, protegendo a vulnerabilidade das dunas.

### Marina de Troia
A Marina de Troia permite-lhe entrar a bordo de um barco e navegar no espetacular mar, enquanto observa os golfinhos e a beleza natural desta área.

### Ruinas romanas
As Ruínas romanas de Troia são um local que esteve ocupado até ao século VI. Era neste local que a população tirava partido da abundância de peixe e sal. Nos dias de hoje é possível observar as ruínas dos banhos termais que tinham zonas para banhos quentes e frios, as casas com 2 andares e o cemitério com vários tipos de sepulturas.

### Porto palafítico

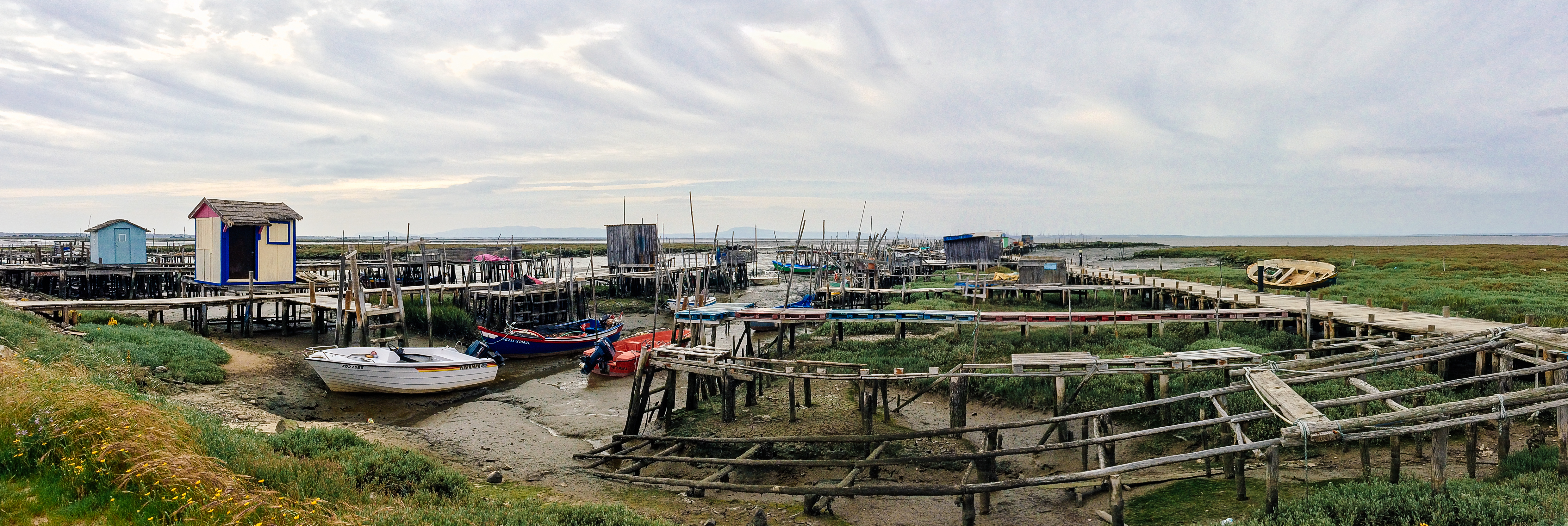
Cais Palafítico da Carrasqueira

O porto palafítico é um local único, que foi construído no Predefinição:Sé. Assente em pilares de madeira que estão enterrados na lama, este porto parece serpentear desde a margem até ao interior do rio.